# NGC 7103
NGC 7103 é uma galáxia elíptica (E1) localizada na direcção da constelação de Capricornus. Possui uma declinação de -22° 28' 24" e uma ascensão recta de 21 horas, 39 minutos e 51,3 segundos.
A galáxia NGC 7103 foi descoberta em 1886 por Frank Müller.